# Oberönz
Oberönz est une localité et une ancienne commune suisse du canton de Berne. 
Elle a été intégrée à la commune d'Herzogenbuchsee le 1er janvier 2008

## Références

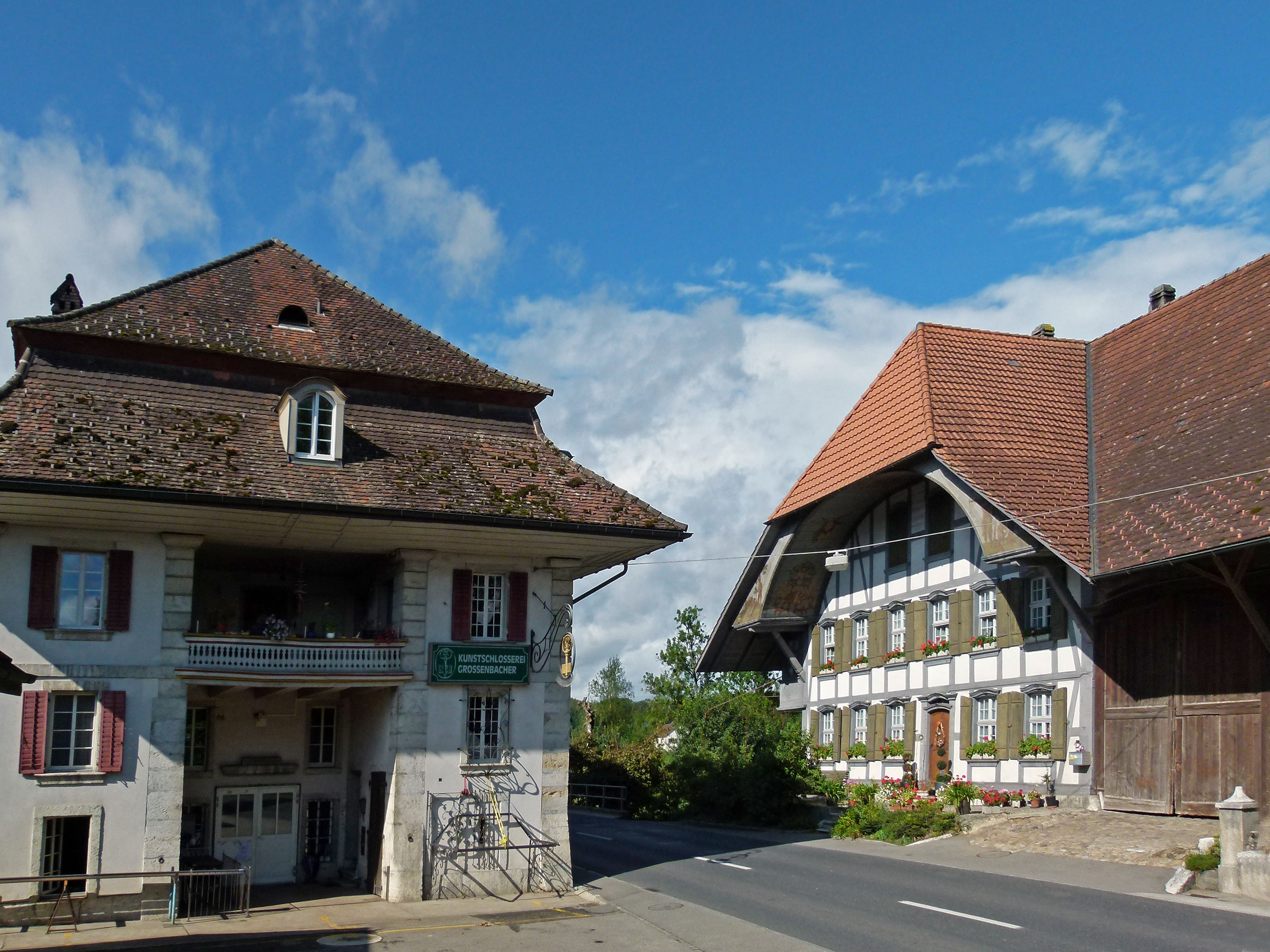